# Rolf Grupe
Rolf Grupe (* 26. Februar 1920; † 1995) war Fußballspieler in Leipzig. 1951 wurde er mit der BSG Chemie Leipzig DDR-Fußballmeister.
In der Saison 1949/50 wurde der 30-jährige Grupe mit der Betriebssportgemeinschaft (BSG) Union Leipzig Bezirksmeister. Anschließend wechselte er zum DDR-Oberligisten BSG Chemie Leipzig, wo er am 1. Oktober 1950 bei der Begegnung des 7. Spieltages der Saison 1950/51 Chemie Leipzig – Rotation Babelsberg (2:1) als halbrechter Stürmer seinen Einstand in der höchsten Fußballklasse der DDR gab. Im Verlauf der Saison profilierte er sich zum Linksaußen und mit neun Toren hinter Rudolf Krause (18 Tore) zum zweitbesten Angreifer der Chemiker. Am 33. Spieltag gelang ihm beim 5:1-Sieg gegen Aktivist Brieske Ost ein Hattrick. Chemie Leipzig gewann in dieser Saison den Meistertitel, an dem Grupe neben seinen Toren mit 17 Einsätzen bei 34 Punktspielen seinen Anteil hatte. In der folgenden Spielzeit 1951/52 konnte sich der inzwischen 31-Jährige noch einmal steigern und bestritt 22 der 36 ausgetragenen Punktspiele und erzielte diesmal sechs Tore. Nachdem Chemie Leipzig 1952 die Oberliga als Dritter abgeschlossen hatte, beendete Grupe nach insgesamt 39 Oberligaspielen mit 15 Toren seine Laufbahn als Leistungssportler. Beim Drittligisten Rotation Nordost Leipzig ließ er seine Karriere ausklingen.
1968 tauchte Grupe noch einmal beim Leipziger Bezirksligisten Stahl Brandis als Trainer auf.